# Heinrich III. von Waldeck
Heinrich III. von Waldeck (* um 1225/1230; † 1267) war der älteste Sohn des Grafen Adolf I. von Waldeck († 1270) aus dessen erster Ehe mit Sophie († 1254). Er stammte damit aus dem Haus Waldeck.

## Leben
Heinrich war bereits zu Lebzeiten seines Vaters Mitregent der von diesem begründeten Grafschaft Waldeck, starb aber bereits drei Jahre vor seinem Vater. Sein Bruder Widukind war Geistlicher geworden, war von 1265 bis 1269 Bischof von Osnabrück, und war schon am 18. November 1269 gestorben. Nachfolger Adolfs I. als Graf von Waldeck wurde somit Heinrichs Sohn Adolf II.
Heinrich unterstützte, gemeinsam mit seinem Vater Adolf und seinem Bruder Widukind, den Landgrafen Heinrich I. von Hessen in dessen erfolgreichem Kampf mit Bischof Simon von Paderborn und dem Abt Heinrich III. von Corvey um die territoriale Vorherrschaft in nordhessischen Grenzgebiet zu Westfalen.

## Ehe und Nachkommen
Heinrich war verheiratet mit Mechthild von Cuyk-Arnsberg (* um 1235, † nach 13. August 1298), Tochter des Grafen Gottfried III. von Arnsberg und Erbin der Wewelsburg. Der Ehe entstammten folgende Kinder:
- Adolf II. (* um 1250, † 13. Dezember 1302), 1270–1276 Graf von Waldeck, nach Abdankung Kleriker, ab 1301 Bischof von Lüttich
- Gottfried († 14. Mai 1324), 1304–1324 Bischof von Minden
- Otto I. († 11. November 1305, in Gefangenschaft ermordet), 1276–1305 als Nachfolger seines Bruders Graf von Waldeck
- Adelheid († 1339/1342), ⚭ Simon I. zur Lippe († 1344)